# آرمسترانگ اوکو-فلکس
آرمسترانگ اوکو-فلکس (انگلیسی: Armstrong Oko-Flex؛ زادهٔ ۲ مارس ۲۰۰۲) بازیکن فوتبال اهل جمهوری ایرلند است.

## زندگی شخصی
آرمسترانگ اوکو-فلکس پسر سازمان‌دهنده جامعه نیجریه-ایرلندی، رجینالد اوکو-فلکس اینیا است.

## دوران باشگاهی

### سلتیک
او که توسط لیام بردی، استعدادیاب باشگاه فوتبال آرسنال جذب تیم جوانان این باشگاه شده‌بود، در سپتامبر ۲۰۱۸ با قراردادی سه ساله از آرسنال به سلتیک ملحق شد. او اولین بازی خود را در تیم اول برای این باشگاه به عنوان بازیکن تعویضی مقابل باشگاه فوتبال هیبرنین در ژانویه ۲۰۲۱ انجام داد.

### وستهام
در ۲۵ ژوئن ۲۰۲۱، اوکو-فلکس با قراردادی دو ساله با گزینه تمدید برای سال سوم، به باشگاه فوتبال وستهام یونایتد پیوست.

## دوران ملی
اوکو-فلکس برای اولین بار در نوامبر ۲۰۲۱ به تیم زیر ۲۱ ساله‌های جمهوری ایرلند جنوبی دعوت شد تا در مسابقات مقدماتی جام ملت‌های اروپا زیر ۲۱ سال ۲۰۲۳ مقابل ایتالیا و سوئد قرار گیرد.